# Araneus huahun
Araneus huahun là một loài nhện trong họ Araneidae.
Loài này thuộc chi Araneus. Araneus huahun được Herbert Walter Levi miêu tả năm 1991.